# Crocus cvijicii
Crocus cvijicii Kosanin – gatunek rośliny z rodziny kosaćcowatych (Iridaceae Juss.). Występuje naturalnie w Serbii, Albanii, Macedonii oraz północnej części Grecji. Rośnie między innymi na terenie Parku Narodowego Galiczica. Epitet gatunkowy pochodzi od nazwiska Jovana Cvijicia – jugosłowiańskiego geografa, którego całokształt pracy naukowej dał znaczący wkład przede wszystkim z zakresu geomorfologii.

## Morfologia
PokrójCebulki są spłaszczone o wąskich włóknach, nieco skompresowane.
LiścieMają 2–4 mm długości i 1,5–3 mm szerokości.
KwiatyPojedyncze. Mają barwę od kremowej przez jasnożółtą barwę aż po żółtopomarańczową. Są owłosione wewnątrz. Pojawiają się wiosną wraz z liśćmi. Płatki są wąskie u podstawy, sprawiają wrażenie „otwartych”. Okwiat ma 1,5–3,5 cm długości. Pylniki mają pomarańczowożółtą barwę. Słupek jest pomarańczowy i ma trójdzielne Znamię w pomarańczowym kolorze. Wydzielają przyjemny zapach, podobny do frezji.
OwoceTorebki o elipsoidalnym kształcie. Mają 1–1,5 cm długości. Nasiona mają prawie kulisty kształt i czerwonawo-brązową barwę.
Gatunki podobneNieco podobnym gatunkiem jest C. veluchensis, ale różnią się barwą kwiatów. Zasięg występowania C. cvijicii prawie w całości zawiera się w obszarze występowania C. veluchensis, ale nie zarejestrowano występowania populacji mieszanych.

## Biologia i ekologia
Kwitnie wczesną wiosną. Rośnie w klimacie subalpejskim, gdzie występuje mroźna i śnieżna zima oraz krótkie i ciepłe lato. W czasie aktywnego wzrostu wiosną, roślina potrzebuje chłodu i dużo wilgoci. Natomiast latem dobrze znosi suszę, lecz nie całkowite wysuszenie. Rośnie na górskich łąkach, na wapiennym podłożu. Występuje na wysokości od 1800 do 2300 m n.p.m.
Roślina ta jest mniej podatna do uprawy w ogrodach, ponieważ trudno jej zapewnić odpowiednie warunki. Preferuje gleby bogate w próchnicę. Najlepiej rośnie w półcieniu.

## Zastosowanie
Ma niewielkie zastosowanie komercyjne.